# Гхатоткача
Гхато́ткача (санскр. घटोत्कच, «плешивый как кувшин») — герой древнеиндийского эпоса «Махабхарата», сын Бхимы и Хидимби (сестры Хидимбы).

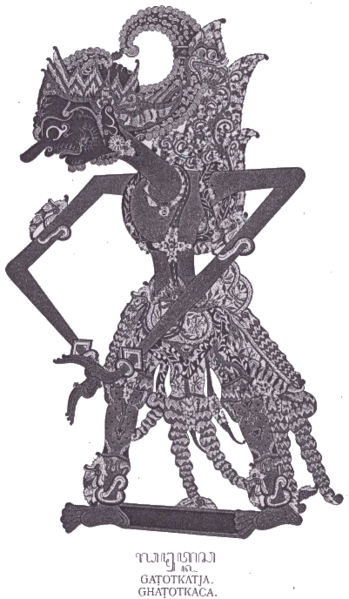
Гхатоткача в яванской ваянге

Ещё во время скитаний Пандавов в лесу могучий Гхатоткача являлся, стоило только подумать о нём, и неоднократно оказывал Пандавам услуги: защищал их от опасностей, переносил на своих плечах. Гхатоткача пользовался особенной любовью своего дяди Юдхиштхиры. По материнской линии Гхатоткача был ракшасой и соответственно обладал многими мистическими силами, что сделало его важным воином в битве на Курукшетре. Гхатоткача, сам того не ведая, стал частью хитрой интриги Кришны. В битве на Курукшетре Кришна (будучи возницей Арджуны), постоянно старался избежать схватки Арджуны с Карной, пока в руках Карны находился подаренный Индрой магический дротик Амогха («неотвратимый»). Наконец Кришна приказал Гхатоткаче сразиться с Карной. Не в силах одолеть могучего ракшаса, владевшего силой майи, Карна, как и надеялся Кришна, был вынужден прибегнуть к помощи волшебного дротика. Доблестный Гхатоткача был убит, но замысел Кришны осуществился, и он спас от гибели главного воина Пандавов Арджуну. От радости при гибели Гхатоткачи Кришна пустился в пляс, что было расценено Пандавами, горюющими о любимом племяннике, как непристойное поведение. Своё имя Гхатоткача получил из-за своей головы, которая была совершенно лысой и имела форму горшка (на санскрите гхата означает «горшок», а уткача переводится как «безволосый»).